# Regime sociale
Nello studio delle forme di stato sociale, con regime sociale o regime di welfare si intende la configurazione dei ruoli delle diverse parti sociali coinvolte dalle politiche sociali.

## Definizione
Negli stati contemporanei lo sviluppo e attuazione delle politiche sociali coinvolgono una molteplicità di attori:
- lo Stato (primo settore);
- il mercato (secondo settore): attori privati quali assicurazioni e società di servizi;
- il terzo settore, o il privato sociale, ovvero quegli attori che perseguono finalità e hanno uno status giuridico a metà tra il pubblico ed il privato.
- la famiglia;
- gli utenti, ovvero i cittadini.

Questi attori assumono ruoli diversi nelle politiche sociali, a seconda dei paesi e delle epoche storiche, e l'insieme dell loro relazioni configura il regime sociale.

## Classificazione
Una classificazione classica dei regimi sociali applicata agli stati europei e nordamericani identifica tre regimi fondamentali:
- regime liberale
- regime conservatore-occupazionale
- regime universalistico, o socialdemocratico

A questi, altri studiosi aggiungono:
- regime de paesi europei meridionali
- regime dei paesi ex-comunisti

## Nella sociologia
I ruoli degli attori sociali sono oggetto di studio in rapporto all'intervento pubblico, volto ad incidere sulle conseguenze materiali e morali dello sviluppo sempre diseguale delle società moderne (industrializzate e urbanizzate).
La politica sociale come scienza normativa è un ambito di conoscenza interdisciplinare e applicata che mira a studiare il regime sociale per l'azione politica, spiegando le origini e le (possibili) soluzioni delle "fratture sociali" delle comunità sviluppate, tendendo a conseguire giustizia, benessere e ordine sociale. In questo senso, genera un corpo teorico esplicativo: 
- della natura comunitaria (dalla solidarietà economico-lavorativa iniziale all’individualismo consumistico) delle trasformazioni storiche che si verificano nell’epoca contemporanea, di pari passo con la scienza del lavoro, la sociologia, il diritto e l'antropologia;
- delle istituzioni create per soddisfare questi scopi fondamentali, dalle diverse posizioni ideologiche e creazioni nazionali variegate.

Nel Regno Unito la politica sociale come disciplina è nata con la Fabian Society e la scuola di pensiero avviata da Richard Titmuss alla London School of Economics and Political Science (LSE). Si diffuse nei paesi occidentali dopo la seconda guerra mondiale, raggiungendo un grande sviluppo istituzionale in Germania, nei paesi nordici, negli Stati Uniti e in Canada.
Si concentra sull'esame degli aspetti economici, sociali, demografici e politici necessari per un'esistenza sociale dignitosa e dei mezzi per conseguirla. In radicale dissenso rispetto alle ideologie che si fondano sul laissez-faire nei confronti delle capacità autoregolatorie del mercato, la politica sociale opera mediante la progettazione di programmi di intervento sociale per prevenire la povertà e l’esclusione sociale, ridurre le disuguaglianze sociali, aumentare la formazione finalizzata alla partecipazione degli individui in condizioni di parità nella società (partecipazione sociale) e migliorare l’efficienza e la qualità della vita.
Alcune politiche sociali includono trasferimenti condizionati di risorse, che forniscono denaro alle famiglie povere in cambio del rispetto di determinate condizioni sanitarie e educative, come la regolare frequenza scolastica e i controlli sanitari per i bambini presso strutture stabilite. Oltre a una riduzione della povertà a breve termine, dovuta all'aumento immediato del reddito familiare, l'intervento incentiva anche le famiglie a investire nel capitale umano, interrompendo così il ciclo della povertà a lungo termine.